# Peene
Peene (Njemački: [ˈpeːnə] [▶]) je rijeka u Njemačkoj.

## Geografija
Westpeene, s Ostpeene kao dužim pritokom, i Kleine Peene/Teterower Peene (s Peene bez specifikacije (ili Nordpeene) kao manjim i kraćim pritokom) utječe u jezero Kummerow, a odatle kao Peene u Anklam u Szczecinsku lagunu.
Zapadni ogranak rijeke Odre, koji odvaja otok Usedom od njemačkog kopna, često se naziva i Peene, ali zapravo se smatra dijelom Baltičkog mora pod nazivom Peenestrom. To je jedan od tri kanala koji povezuju lagunu Odra sa zaljevom Pomerania Baltičkog mora (druga dva su Świna i Dziwna).
- Ostpeene
- Stara vodenica na Kleine Peene u Teterowu
- Luka na Peene u Demminu
- Tjesnac Peenestrom s Wolgastom
- Luka Peenestrom u Wolgastu
- Rijeka Peene kod Loitza
- Rijeka Peene kod Jarmena
- Rijeka Peene u Anklamu

## Hidrografija
Sama rijeka Peene ima neka svojstva zaljeva. Od Kummerower Seea, uključivo, do ušća, tlo vode je pet stopa i više ispod razine mora. Windkessel efekt velike površine ovog jezera omogućuje obrnute tokove koji sa sjevernim vjetrom mogu trajati čak tjedan dana. Ova obrnuta strujanja ne javljaju se samo u vrijeme slabog protoka njegovog efluenta, već iu vrijeme prelijevanja oborina.

## Ekologija
Dolina Peene jedno je od najvećih susjednih močvarnih područja u srednjoj Europi. Zahvaljujući svojoj divljini i netaknutoj prirodi, rijeka Peene i njena dolina ponekad se rječito nazivaju "Sjeverna Amazona".
Veći gradovi na rijeci Peene su Malchin, Teterow, Demmin i Anklam.
Wolgast je na tjesnacu Peenestrom.

## Vanjske poveznice
- www.peenetal-landschaft.de - Association for natural protection of the Peene river valley (German)